# The Melancholy Collection
The Melancholy Collection is een compilatiealbum van de Zweedse punkband Millencolin. Op 23 oktober 2001 is het album ook uitgegeven in de Verenigde Staten. Het is een compilatie van de singles die de band uitbracht, van de eerste twee ep's, en eerdere compilatiealbums.

## Nummers
1. "In a Room" - 2:56
2. "Pain" - 2:20
3. "Shake Me" - 2:14
4. "Melack" - 2:13
5. "Nosepicker" - 3:38
6. "Use Your Nose" - 1:36
7. "Flippin' Beans" - 2:35
8. "Yellow Dog" - 2:58
9. "Knowledge" - 1:31
10. "A Whole Lot Less" - 1:55
11. "Coolidge" - 2:23
12. "That's Up to Me" - 2:00
13. "A Bit of Muslin" - 1:56
14. "Melancholy Protection" - 1:25
15. "Shake Me" (Live) - 2:11
16. "Niap" - 2:37
17. "Every Breath You Take" - 2:06
18. "9 to 5" - 3:05
19. "Dragster" - 2:03
20. "An Elf and His Zippo" - 1:55
21. "Israelites" - 2:25
22. "Vixen" - 1:49

Nikola Šarčević · Mathias Färm · Fredrik Larzon · Erik Ohlsson
Albums en ep's: Use Your Nose · Skauch · Same Old Tunes · Life on a Plate · For Monkeys · Hi-8 Adventures Soundtrack · The Melancholy Collection · Pennybridge Pioneers · No Cigar · Millencolin/Midtown Split · Home from Home · Kingwood · Machine 15 · The Melancholy Connection · True Brew · SOS
Video's en dvd's: Millencolin and the Hi-8 Adventures